# 黃軟蛇鰻
黃軟蛇鰻，為輻鰭魚綱鰻鱺目糯鰻亞目蛇鰻科的其中一種，分布於南非海域，棲息深度450-460公尺，體長可達47.3公分，棲息在底層水域，屬肉食性，生活習性不明。